# Єднак-Страхоцька Галина Михайлівна
Галина Михайлівна Єднак-Страхоцька (*27 грудня 1961, с. Бісковичі Самбірського району Львівської області) — українська велоспортсменка. Майстер спорту міжнародного класу (1984).
Закінчила факультет фізичного виховання Тернопільського педагогічного інституту (1987, нині ТНПУ). Багаторазова чемпіонка СРСР. Працює методистом Тернопільського ОКІППО.